# Caloptilia deltosticta
Caloptilia deltosticta är en fjärilsart som först beskrevs av Edward Meyrick 1933.  Caloptilia deltosticta ingår i släktet Caloptilia och familjen styltmalar.
Artens utbredningsområde är Pakistan. Inga underarter finns listade i Catalogue of Life.